# 대지의 풍운아
"대지의 풍운아"는 1966년 공개된 대한민국의 영화이다.

## 배역
- 이예춘
- 박노식
- 김지미
- 황해